# Kuhlmoor, Tiefenmoor
Kuhlmoor, Tiefenmoor este o arie protejată (arie specială de conservare — SAC, sit de importanță comunitară — SCI) din Germania întinsă pe o suprafață de 40,75 ha, integral pe uscat.

## Localizare
Centrul sitului Kuhlmoor, Tiefenmoor este situat la coordonatele 53°18′07″N 8°36′54″E / 53.3019°N 8.615°E.

## Înființare
Situl Kuhlmoor, Tiefenmoor a fost declarat sit de importanță comunitară în ianuarie 2005 pentru a proteja un număr necunoscut de specii din flora spontană și fauna sălbatică aflate în arealul zonei. Situl a fost protejat și ca arie specială de conservare în august 2012.

## Biodiversitate
Situată în ecoregiunea atlantică, aria protejată conține 2 habitate naturale: Lacuri și iazuri distrofice naturale, Mlaștini împădurite.
La baza desemnării sitului se află un număr nedeclarat de specii protejate.